# NASCAR Grand National Series 1969
De NASCAR Grand National Series 1969 was het 21e seizoen van het belangrijkste NASCAR kampioenschap dat in de Verenigde Staten gehouden wordt. Het seizoen startte op 17 november 1968 met de Georgia 500 en eindigde op 7 december 1969 met de Texas 500. Het kampioenschap werd gewonnen door David Pearson.

## Races
Top drie resultaten.
| '  | Datum  | Race                       | Circuit                           | Winnaar            | Tweede            | Derde           |
| 1  | 17-nov | Georgia 500                | Middle Georgia Raceway            | Richard Petty      | David Pearson     | James Hylton    |
| 2  | 8-dec  | Alabama 200                | Montgomery Speedway1              | Bobby Allison      | Richard Petty     | James Hylton    |
| 3  | 1-feb  | Motor Trend 500            | Riverside International Raceway   | Richard Petty      | A.J. Foyt         | David Pearson   |
| 4  | 20-feb | Daytona 500 Qualifier #1   | Daytona International Speedway    | David Pearson      | Cale Yarborough   | Donnie Allison  |
| 5  | 20-feb | Daytona 500 Qualifier #2   | Daytona International Speedway    | Bobby Isaac        | Charlie Glotzbach | Paul Goldsmith  |
| 6  | 23-feb | Daytona 500                | Daytona International Speedway    | LeeRoy Yarbrough   | Charlie Glotzbach | Donnie Allison  |
| 7  | 9-mrt  | Carolina 500               | North Carolina Speedway           | David Pearson      | Bobby Allison     | Cale Yarborough |
| 8  | 16-mrt | Cracker 200                | Augusta Speedway2                 | David Pearson      | Richard Petty     | Bobby Isaac     |
| 9  | 23-mrt | Southeastern 400           | Bristol Motor Speedway            | Bobby Allison      | LeeRoy Yarbrough  | David Pearson   |
| 10 | 30-mrt | Atlanta 500                | Atlanta Motor Speedway            | Cale Yarborough    | David Pearson     | Paul Goldsmith  |
| 11 | 3-apr  | Columbia 200               | Columbia Speedway                 | Bobby Isaac        | David Pearson     | Richard Petty   |
| 12 | 6-apr  | Hickory 250                | Hickory Motor Speedway            | Bobby Isaac        | Richard Petty     | David Pearson   |
| 13 | 8-apr  | Greenville 200             | Greenville-Pickens Speedway       | Bobby Isaac        | James Hylton      | David Pearson   |
| 14 | 13-apr | Richmond 500               | Richmond International Raceway    | David Pearson      | Richard Petty     | Elmo Langley    |
| 15 | 20-apr | Gwyn Staley 400            | North Wilkesboro Speedway         | Bobby Allison      | LeeRoy Yarbrough  | David Pearson   |
| 16 | 27-apr | Virginia 500               | Martinsville Speedway             | Richard Petty      | David Pearson     | Bobby Allison   |
| 17 | 4-mei  | Fireball 300               | Asheville-Weaverville Speedway    | Bobby Isaac        | James Hylton      | John Sears      |
| 18 | 10-mei | Rebel 400                  | Darlington Raceway                | LeeRoy Yarbrough   | Cale Yarborough   | Paul Goldsmith  |
| 19 | 16-mei | Beltsville 300             | Beltsville Speedway               | Bobby Isaac        | Neil Castles      | John Sears      |
| 20 | 17-mei | Tidewater 375              | Langley Field Speedway            | David Pearson      | James Hylton      | Dave Marcis     |
| 21 | 15-mei | World 600                  | Charlotte Motor Speedway          | LeeRoy Yarbrough   | Donnie Allison    | James Hylton    |
| 22 | 1-jun  | Macon 300                  | Middle Georgia Raceway            | Bobby Isaac        | David Pearson     | Richard Petty   |
| 23 | 5-jun  | Maryville 300              | Smoky Mountain Raceway            | Bobby Isaac        | David Pearson     | James Hylton    |
| 24 | 15-jun | Motor State 500            | Michigan International Speedway   | Cale Yarborough    | David Pearson     | Richard Petty   |
| 25 | 19-jun | Kingsport 250              | Kingsport Speedway                | Richard Petty      | John Sears        | David Pearson   |
| 26 | 21-jun | Pickens 200                | Greenville-Pickens Speedway       | Bobby Isaac        | David Pearson     | Richard Petty   |
| 27 | 26-jun | North State 200            | North Carolina State Fairgrounds3 | David Pearson      | Richard Petty     | James Hylton    |
| 28 | 4-jul  | Firecracker 400            | Daytona International Speedway    | LeeRoy Yarbrough   | Buddy Baker       | Donnie Allison  |
| 29 | 6-jul  | Mason-Dixon 300            | Dover International Speedway      | Richard Petty      | Sonny Hutchins    | James Hylton    |
| 30 | 10-jul | Thompson 200               | Thompson Speedway                 | David Pearson      | James Hylton      | John Sears      |
| 31 | 13-jul | Northern 300               | Trenton Speedway                  | David Pearson      | Bobby Allison     | Bobby Isaac     |
| 32 | 15-jul | Maryland 300               | Beltsville Speedway               | Richard Petty      | David Pearson     | James Hylton    |
| 33 | 20-jul | Volunteer 500              | Bristol Motor Speedway            | David Pearson      | Bobby Isaac       | Donnie Allison  |
| 34 | 26-jul | Nashville 400              | Music City Motorplex              | Richard Petty      | Bobby Isaac       | James Hylton    |
| 35 | 27-jul | Smokey Mountain 200        | Smoky Mountain Raceway            | Richard Petty      | David Pearson     | Neil Castles    |
| 36 | 10-aug | Dixie 500                  | Atlanta Motor Speedway            | LeeRoy Yarbrough   | David Pearson     | Richard Petty   |
| 37 | 17-aug | Yankee 600                 | Michigan International Speedway   | David Pearson      | Buddy Baker       | Richard Petty   |
| 38 | 21-aug | South Boston 100           | South Boston Speedway             | Bobby Isaac        | David Pearson     | Richard Petty   |
| 39 | 22-aug | Myers Brothers 250         | Bowman Gray Stadium               | Richard Petty      | Bobby Isaac       | David Pearson   |
| 40 | 24-aug | Western North Carolina 500 | Asheville-Weaverville Speedway    | Bobby Isaac        | David Pearson     | Dick Brooks     |
| 41 | 1-sep  | Southern 500               | Darlington Raceway                | LeeRoy Yarbrough   | David Pearson     | Buddy Baker     |
| 42 | 5-sep  | Buddy Shuman 250           | Hickory Motor Speedway            | Bobby Isaac        | Neil Castles      | Richard Petty   |
| 43 | 7-sep  | Capital City 250           | Richmond International Raceway    | Bobby Allison      | Sonny Hutchins    | Bobby Isaac     |
| 44 | 14-sep | Talladega 500              | Talladega Superspeedway           | Richard Brickhouse | Jim Vandiver      | Ramo Stott      |
| 45 | 18-sep | Sandlapper 200             | Columbia Speedway                 | Bobby Isaac        | Richard Petty     | James Hylton    |
| 46 | 28-sep | Old Dominion 500           | Martinsville Speedway             | Richard Petty      | David Pearson     | Buddy Baker     |
| 47 | 5-okt  | Wilkes 400                 | North Wilkesboro Speedway         | David Pearson      | Richard Petty     | Bobby Isaac     |
| 48 | 12-okt | National 500               | Charlotte Motor Speedway          | Donnie Allison     | Bobby Allison     | Buddy Baker     |
| 49 | 17-okt | Race 49                    | Savannah Speedway                 | Bobby Isaac        | Richard Petty     | David Pearson   |
| 50 | 19-okt | Race 50                    | Augusta Speedway2                 | Bobby Isaac        | Richard Petty     | David Pearson   |
| 51 | 26-okt | American 500               | North Carolina Speedway           | LeeRoy Yarbrough   | David Pearson     | Buddy Baker     |
| 52 | 2-nov  | Jeffco 200                 | Jeffco Speedway4                  | Bobby Isaac        | David Pearson     | Richard Petty   |
| 53 | 9-nov  | Georgia 500                | Middle Georgia Raceway            | Bobby Allison      | David Pearson     | Bobby Isaac     |
| 54 | 7-dec  | Texas 500                  | Texas World Speedway              | Bobby Isaac        | Donnie Allison    | Benny Parsons   |

- 1 Er werden tussen 1955 en 1969 in totaal zes races gehouden in Montgomery op de Montgomery Speedway.
- 2 Er werden tussen 1962 en 1969 twaalf races gehouden in Augusta op de Augusta Speedway.
- 3 Er werd in 1955, 1969 en 1970 een race gehouden op de North Carolina State Fairgrounds in Raleigh.
- 4 Er werd in 1968 en 1969 een race gehouden in Jefferson op de Jeffco Speedway.

## Eindstand - Top 10
| 1  | David Pearson | 4170 |
| 2  | Richard Petty | 3813 |
| 3  | James Hylton  | 3750 |
| 4  | Neil Castles  | 3530 |
| 5  | Elmo Langley  | 3383 |
| 6  | Bobby Isaac   | 3301 |
| 7  | John Sears    | 3166 |
| 8  | Jabe Thomas   | 3103 |
| 9  | Wendell Scott | 3015 |
| 10 | Cecil Gordon  | 3002 |